# Roger Kibbe
Roger Reece Kibbe, född 21 maj 1939 i San Diego County i Kalifornien, död 28 februari 2021 i Mule Creek State Prison i Ione (Kalifornien), var en amerikansk seriemördare och sexualbrottsling. Han våldtog, torterade och mördade minst åtta unga kvinnor. Kibbe fick öknamnet "I-5 Strangler", eftersom han fann sina offer i närheten av Interstate 5 (I-5).
Kibbe greps 1988 och åtalades för mordet på den 17-åriga Darcie Frackenpohl som hade rymt hemifrån. Kibbe dömdes till fängelse i 25 år till livstid. Det dröjde emellertid innan utredare kunde binda Kibbe till fler mord. När han kunde åtalas för ytterligare mord, började Kibbe att samarbeta med myndigheterna och undvek då att dömas till döden. År 2009 dömdes Kibbe till livstids fängelse utan möjlighet till villkorlig frigivning.
Den 28 februari 2021 ströps Kibbe till döds av en medfånge i Mule Creek State Prison.

## Offer
- Lou Ellen Burleigh, 21, död 1977
- Lora Rena Heedick, 21, död 1986
- Barbara Ann Scott, 29, död 1986
- Stephanie Brown, 19, död 1986
- Charmaine Sabrah, 26, död 1986
- Katherine Kelly Quinones, 25, död 1986
- Karen Louise Finch, 25, död 1987
- Darcie Renée Frackenpohl, 17, död 1987